# Fiona O'Shaughnessy
Fiona O'Shaughnessy est une actrice irlandaise née en 1979 à Galway.

## Filmographie

### Cinéma
- 1989 : Warlock : l'amie de Kris
- 2000 : Clubbing : la femme fatale
- 2003 : Goldfish Memory : Clara
- 2004 : The Halo Effect : Suzie
- 2004 : Alexandre : l'infirmière
- 2005 : Still Life : une femme
- 2005 : The Unusual Inventions of Henry Cavendish : Mme Catherine Palmerston
- 2007 : Jusqu'à la mort : Lucy
- 2007 : La Ronde de nuit : Marita
- 2007 : The Stronger
- 2008 : Of Best Inventions : Sarah Mc Kenzie
- 2009 : If I Should Fall Behind : Sharon Neeson
- 2009 : Malice in Wonderland : la prostituée
- 2010 : Outcast : Niamh
- 2015 : Nina Forever : Nina
- 2020 : Gretel et Hansel : La mère
- 2021⁣ : Don't Breathe 2 : La mère

### Télévision
- 2004 : Nouveau Départ : Stéphanie
- 2005 : Malice Aforethought : Florence
- 2007 : Trouble in Paradise : Siofra McShane (2 épisodes)
- 2008 : Striapacha
- 2012 : Vexed : Sarah Stockwood (1 épisode)
- 2013 : Hercule Poirot : Katrina (1 épisode)
- 2013 - 2014 : Utopia : Jessica Hyde (11 épisodes)
- 2015 : The Dovekeepers : channa offert (2 épisodes)
- 2016 : The Musketeers : Juliette (saison 3, épisode 7)
- 2017 - 2018 : Striking Out : Meg Riley (10 épisodes)
- 2022-2024 : Halo : Laea (10 épisodes)
- 2023 : Foundation : Dr tadge (saison 2, épisode 6)